# Liste von Persönlichkeiten der Stadt Johannesburg
Die Liste von Persönlichkeiten der Stadt Johannesburg enthält in der südafrikanischen Stadt Johannesburg geborene oder gestorbene Persönlichkeiten sowie solche, die in Johannesburg gewirkt haben, dabei jedoch andernorts geboren wurden. Die Liste erhebt keinen Anspruch auf Vollständigkeit.

## Söhne und Töchter der Stadt Johannesburg

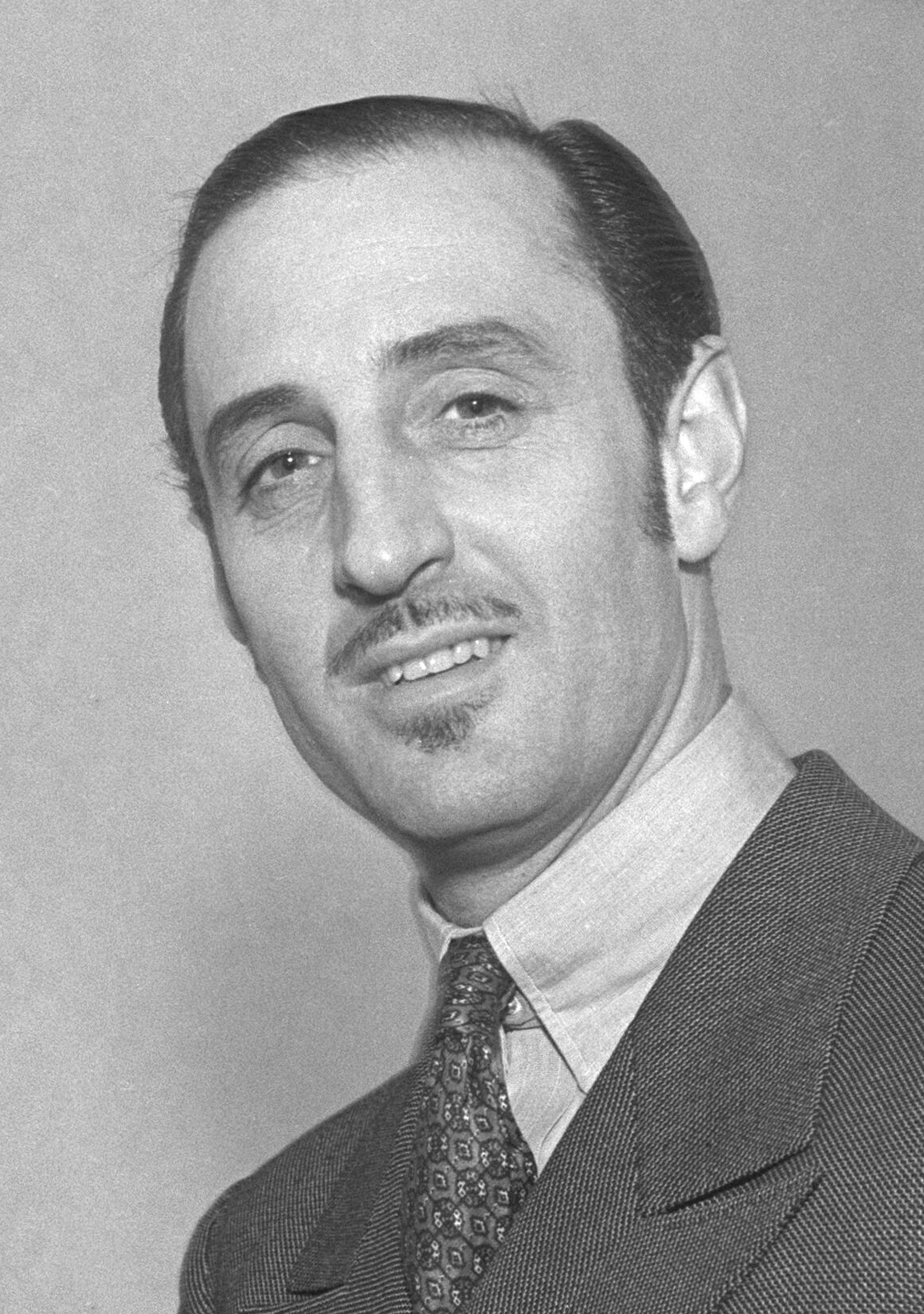
Basil Rathbone
(1892–1967)

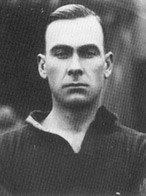
Gordon Hodgson
(1904–1951)

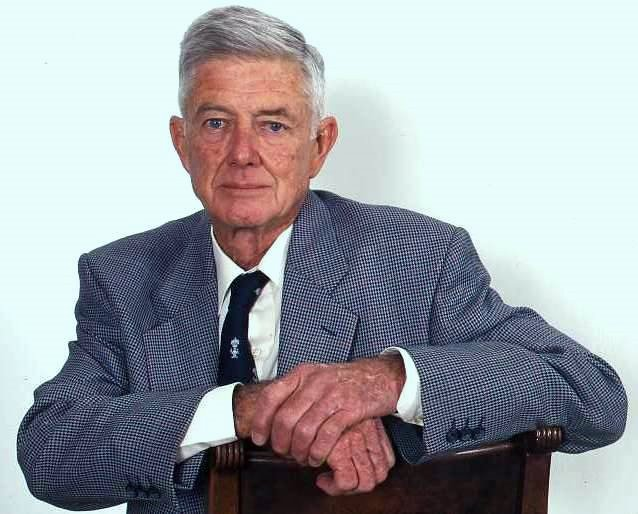
John Murray
(1929–2012)

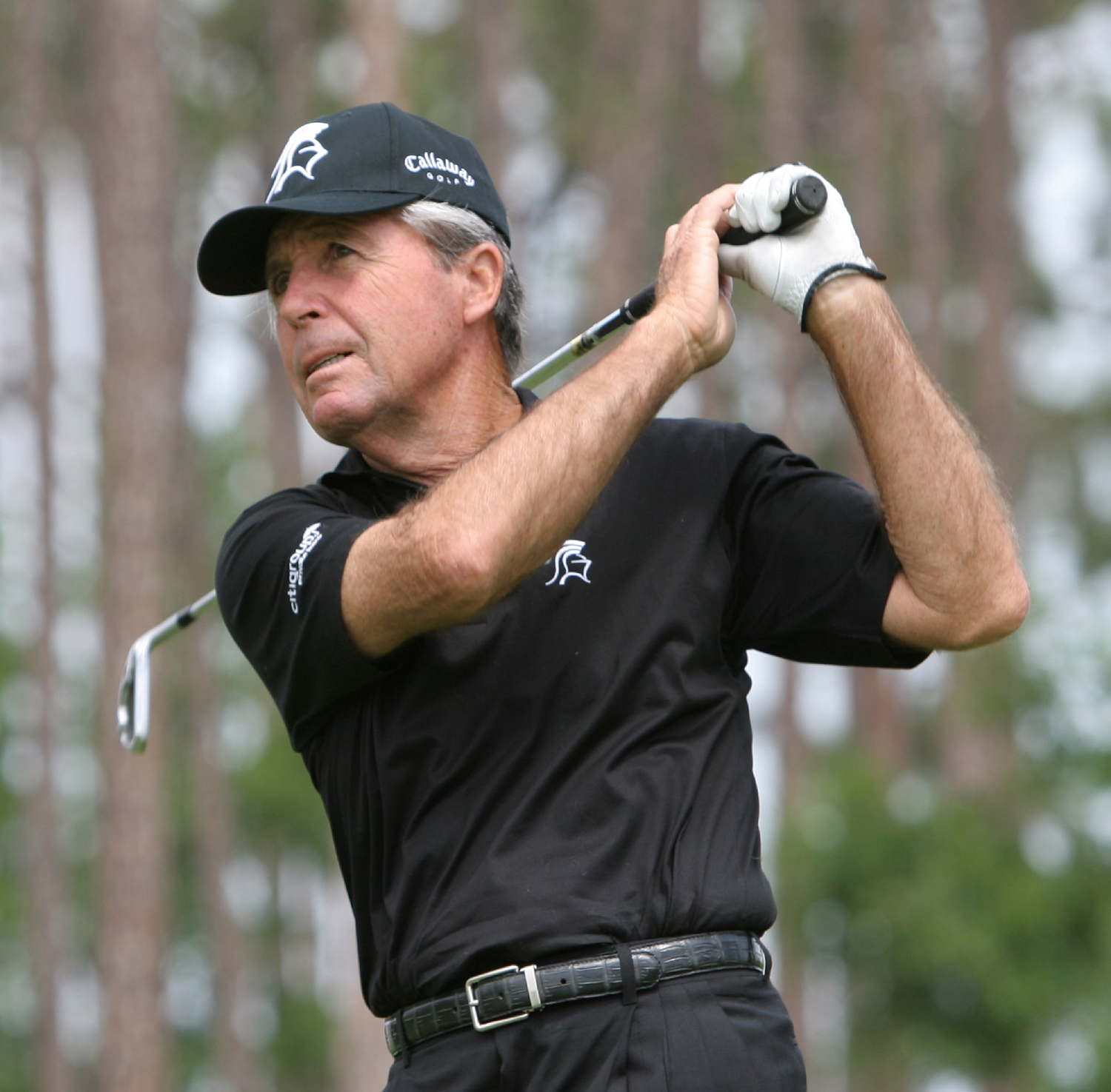
Gary Player
(* 1935)

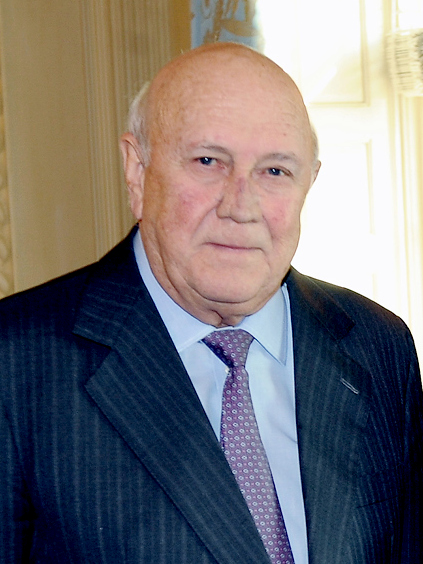
Frederik Willem de Klerk
(1936–2021)

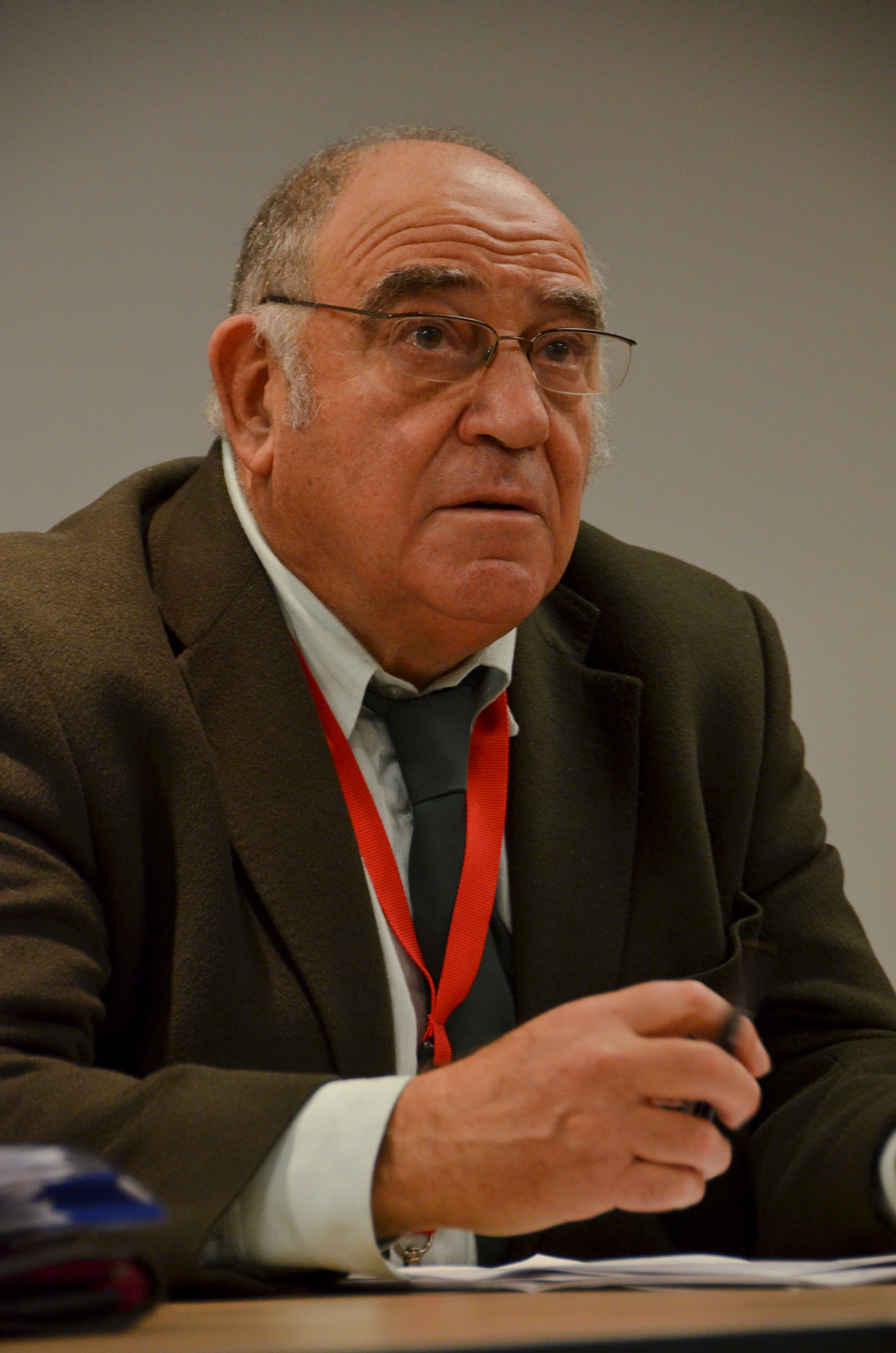
Ronnie Kasrils
(* 1938)

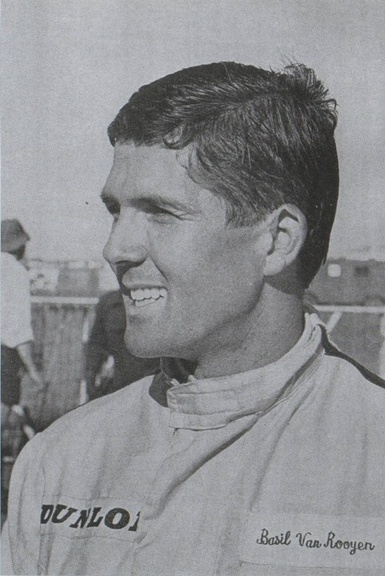
Basil van Rooyen
(1939–2023)

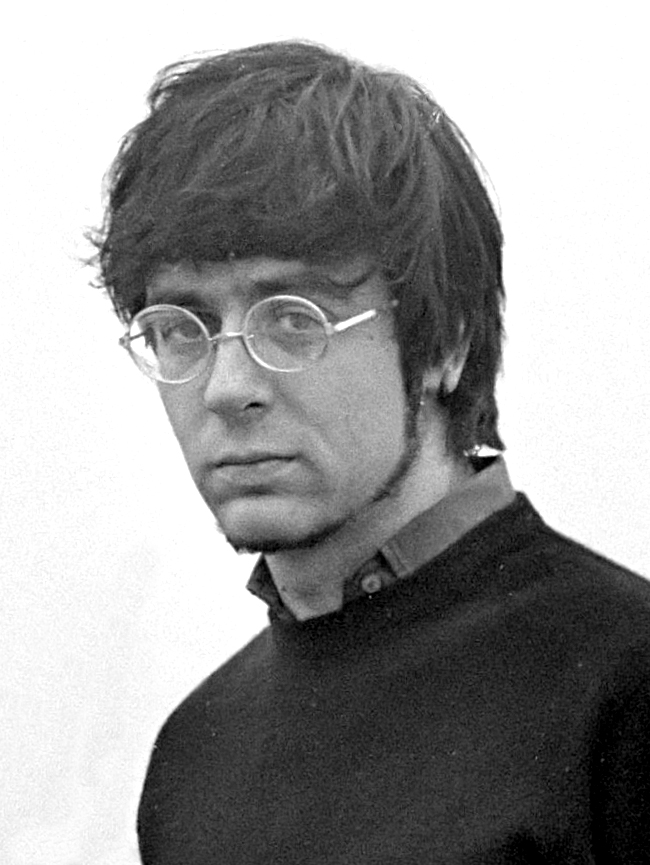
Manfred Mann
(* 1940)

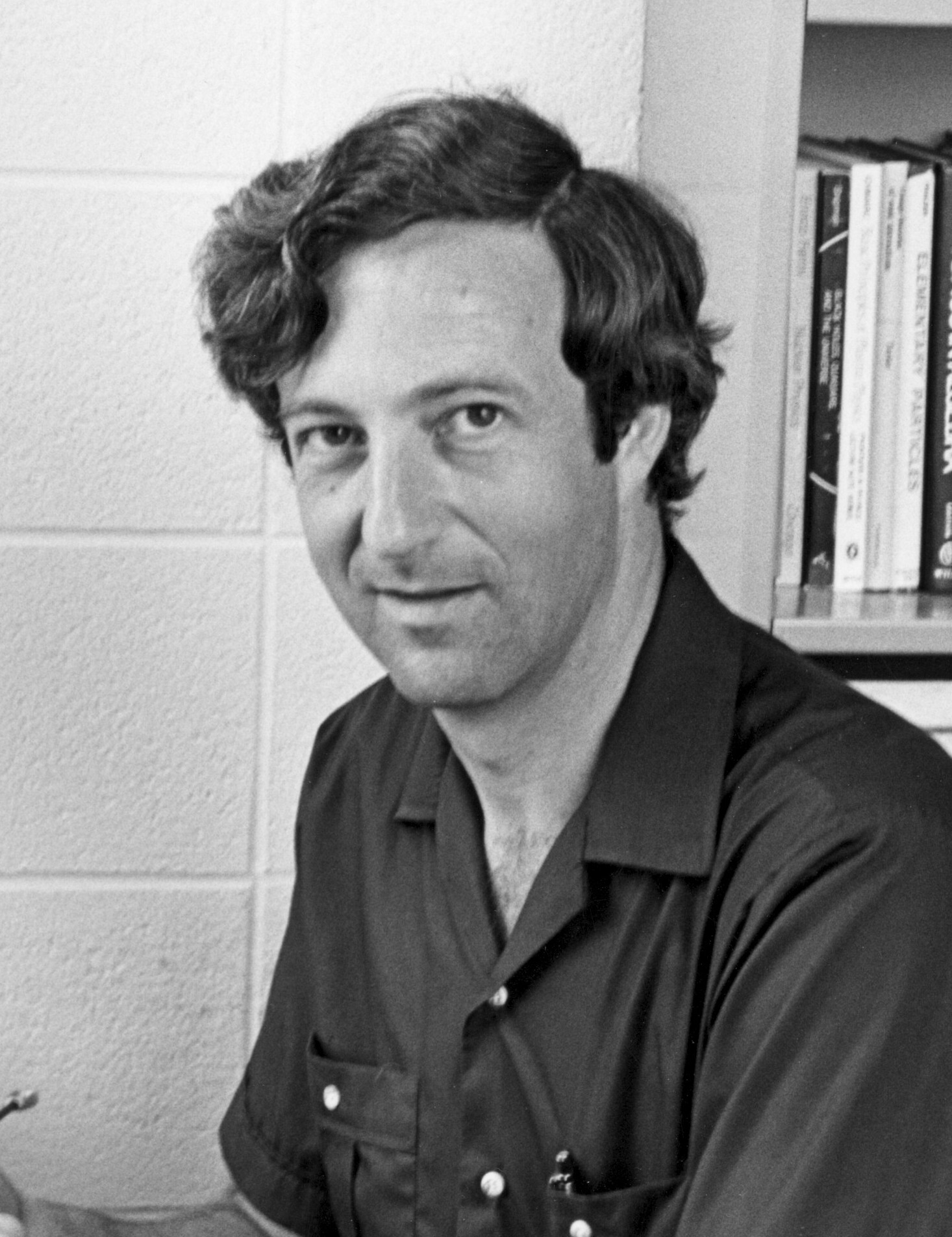
Saul Teukolsky
(* 1947)

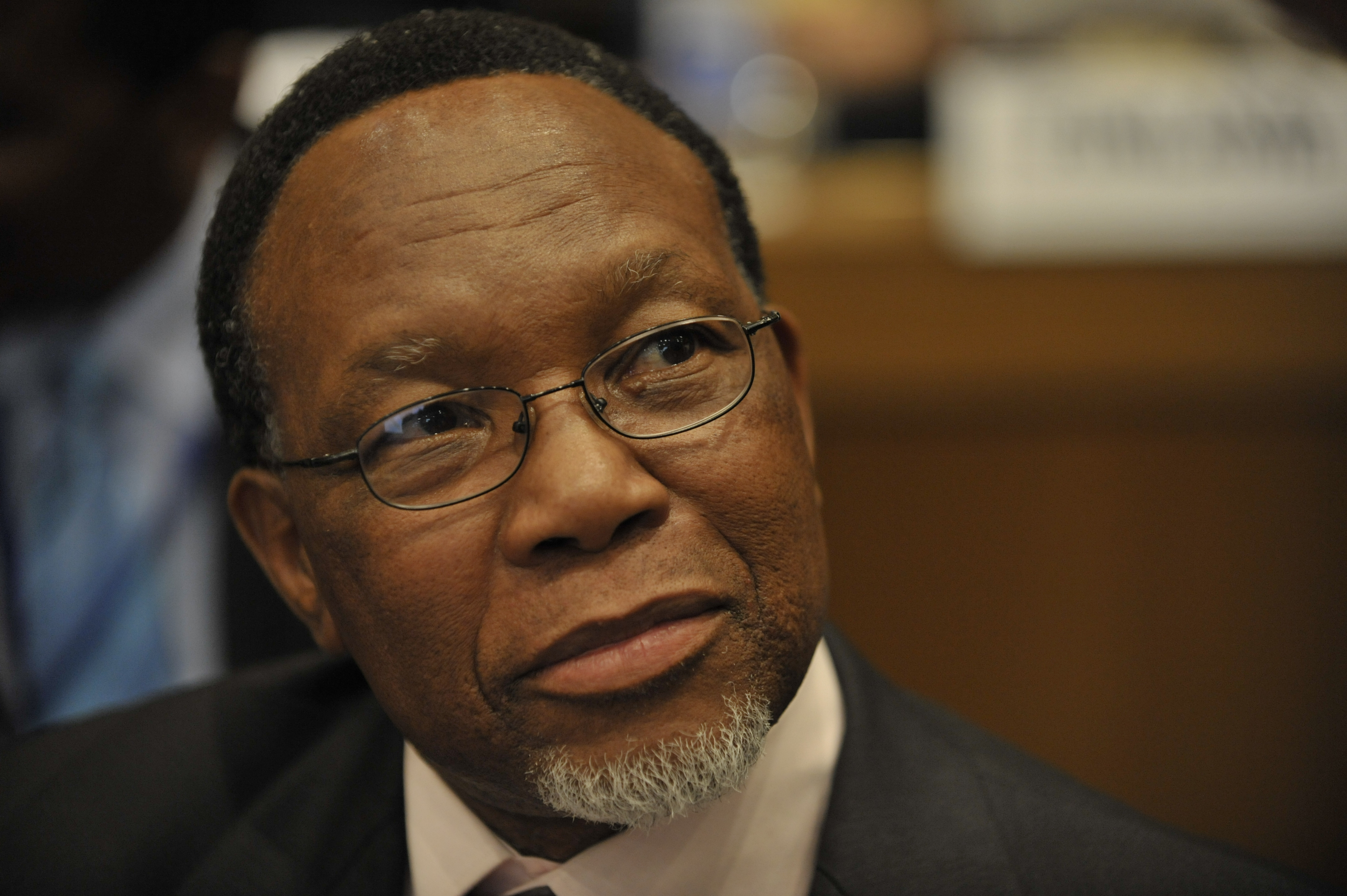
Kgalema Motlanthe
(* 1949)

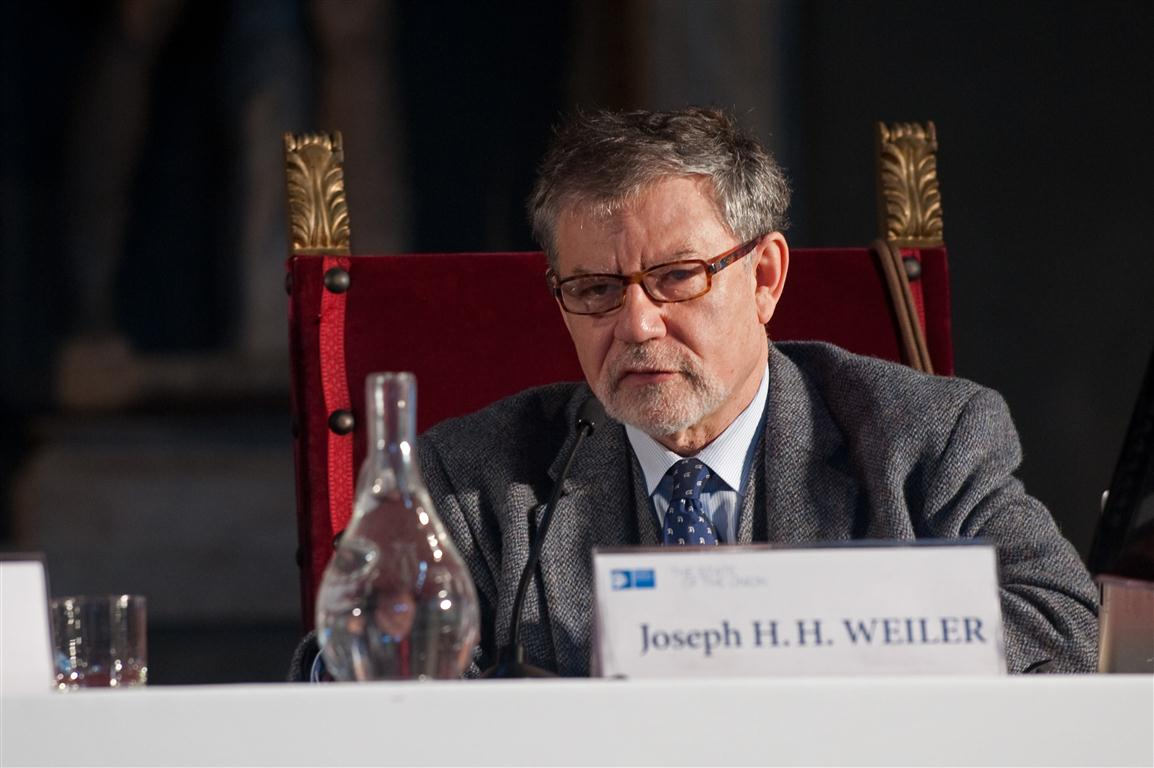
Joseph H. H. Weiler
(* 1951)

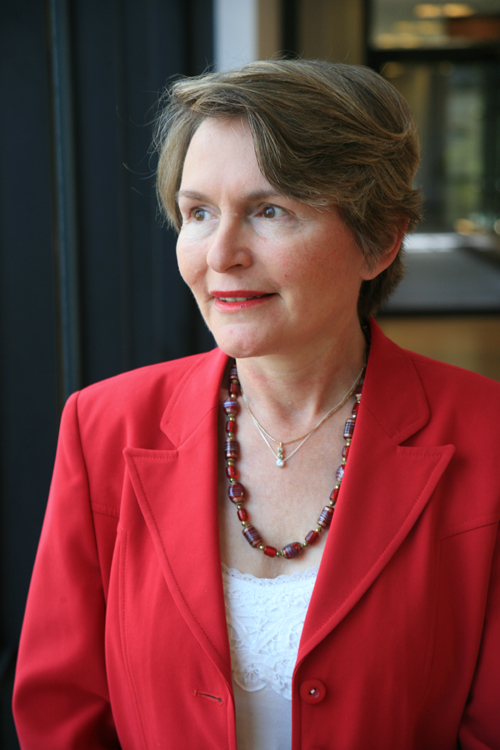
Helen Zille
(* 1951)

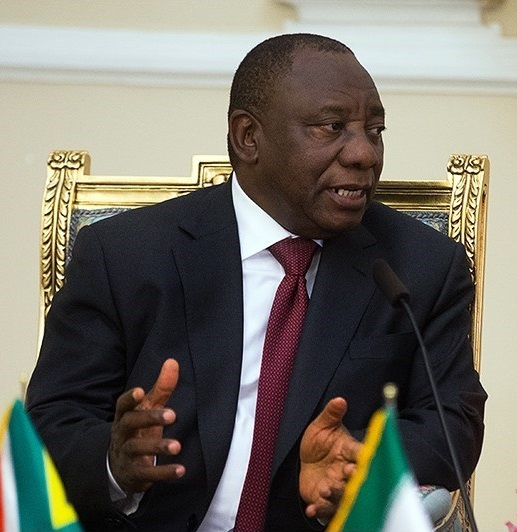
Cyril Ramaphosa
(* 1952)

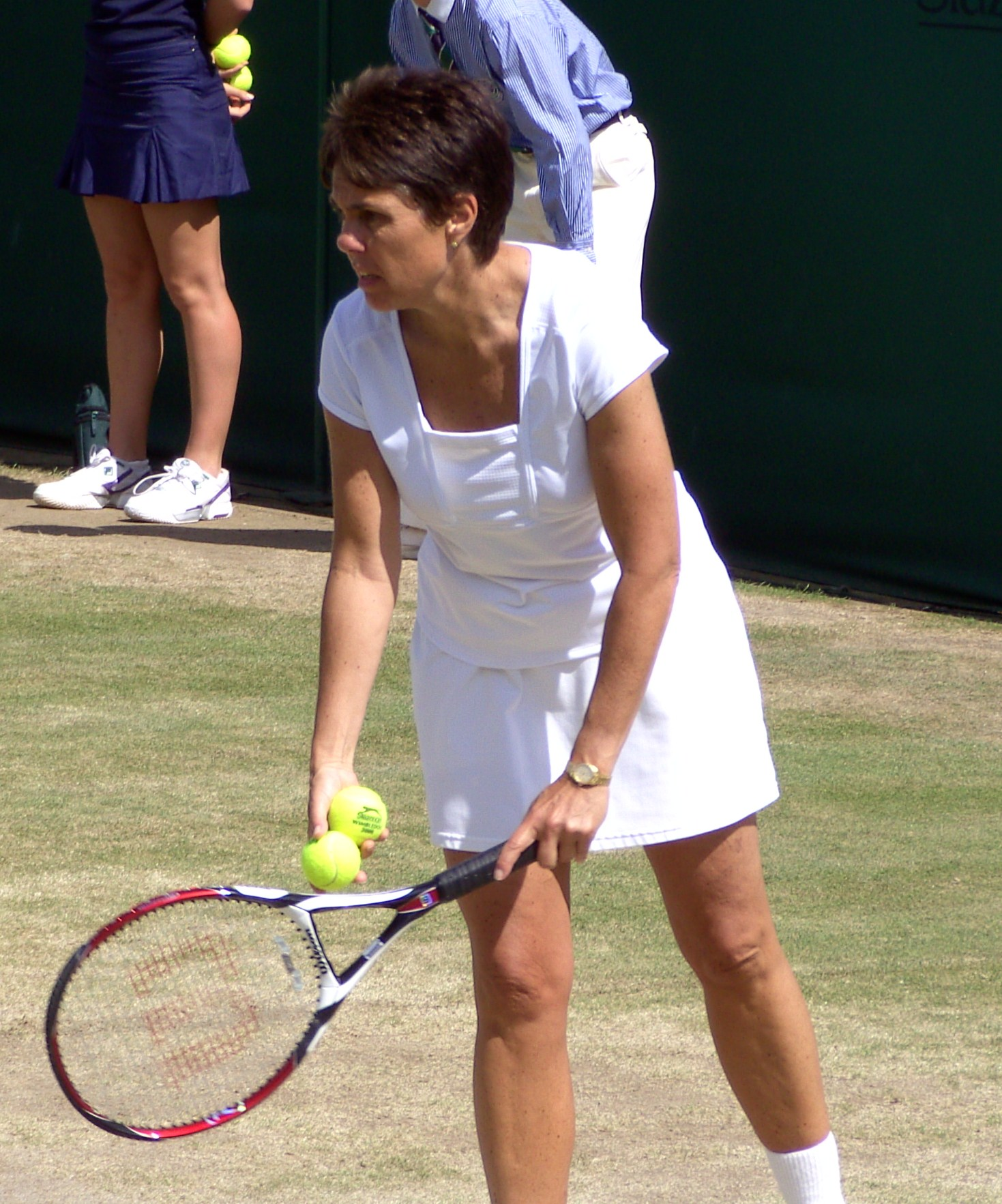
Ilana Kloss
(* 1956)

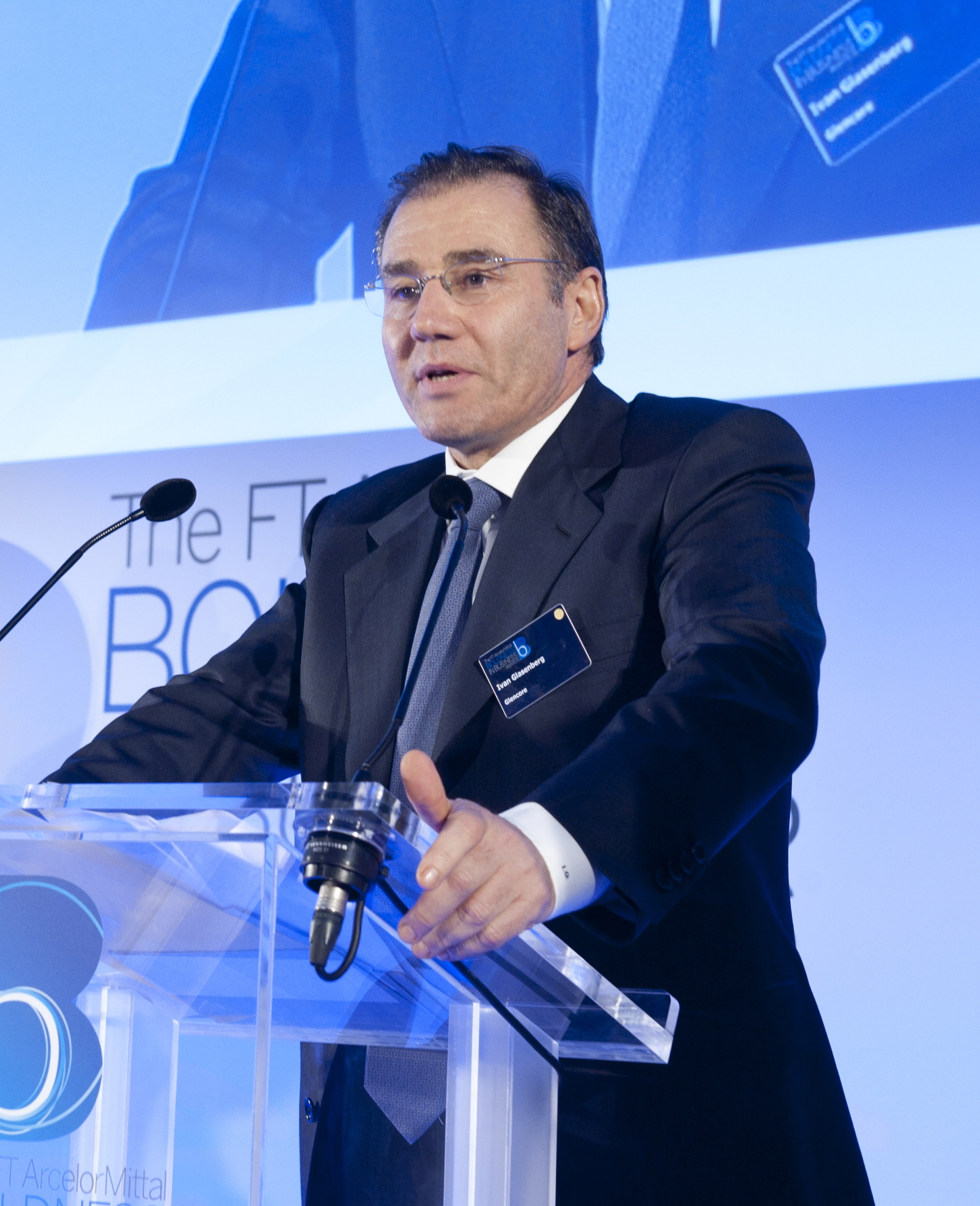
Ivan Glasenberg
(* 1957)

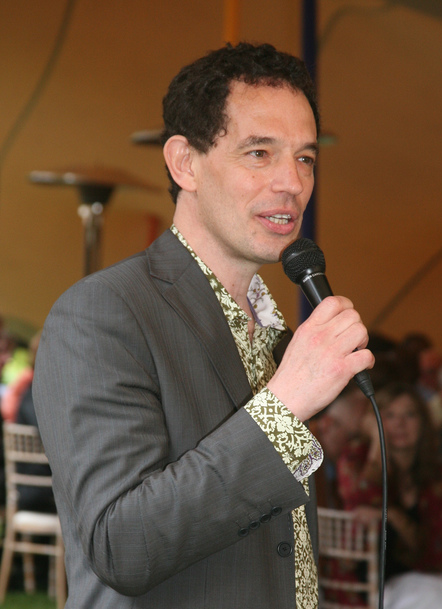
Neil Turok
(* 1958)

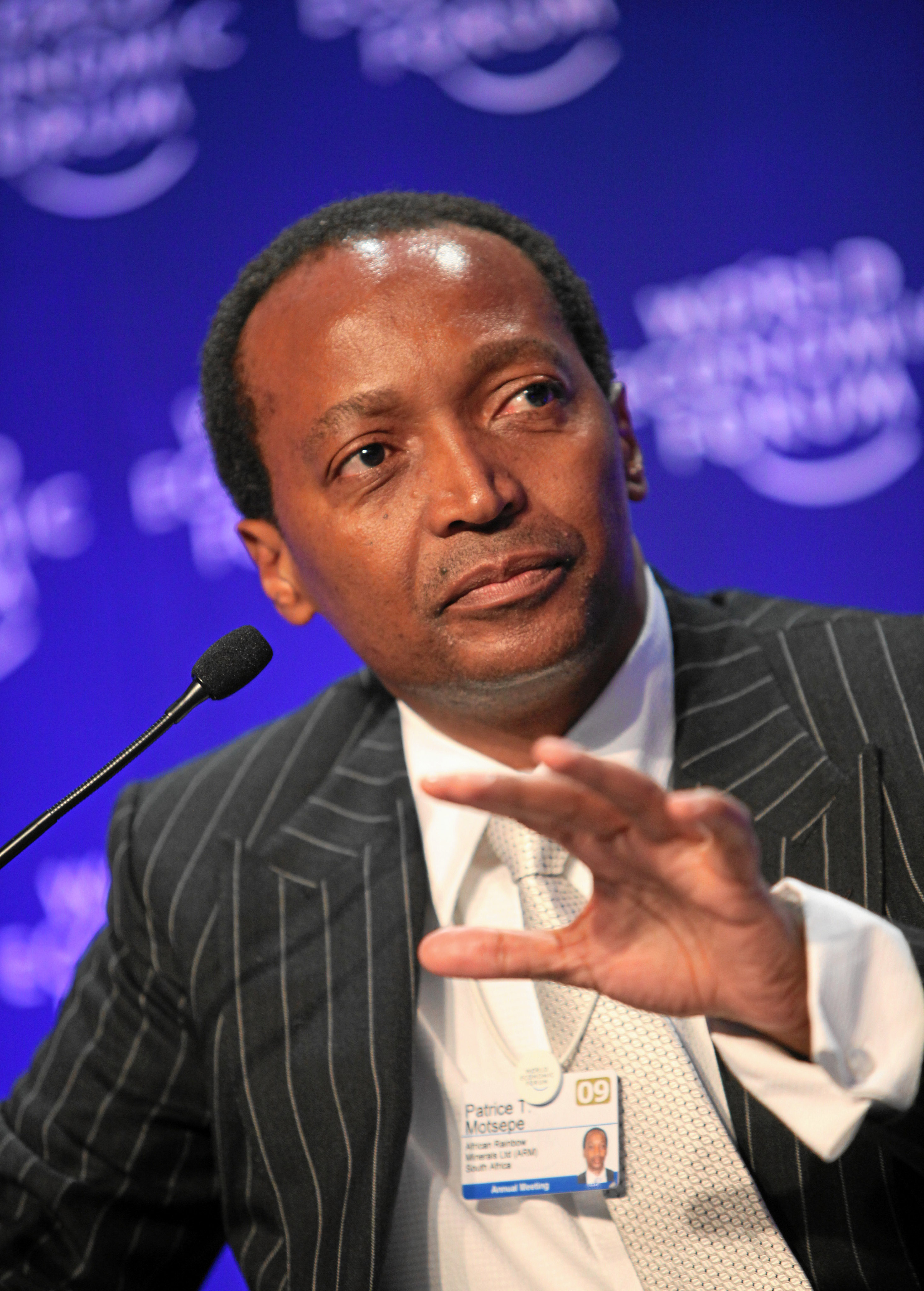
Patrice Motsepe
(* 1962)

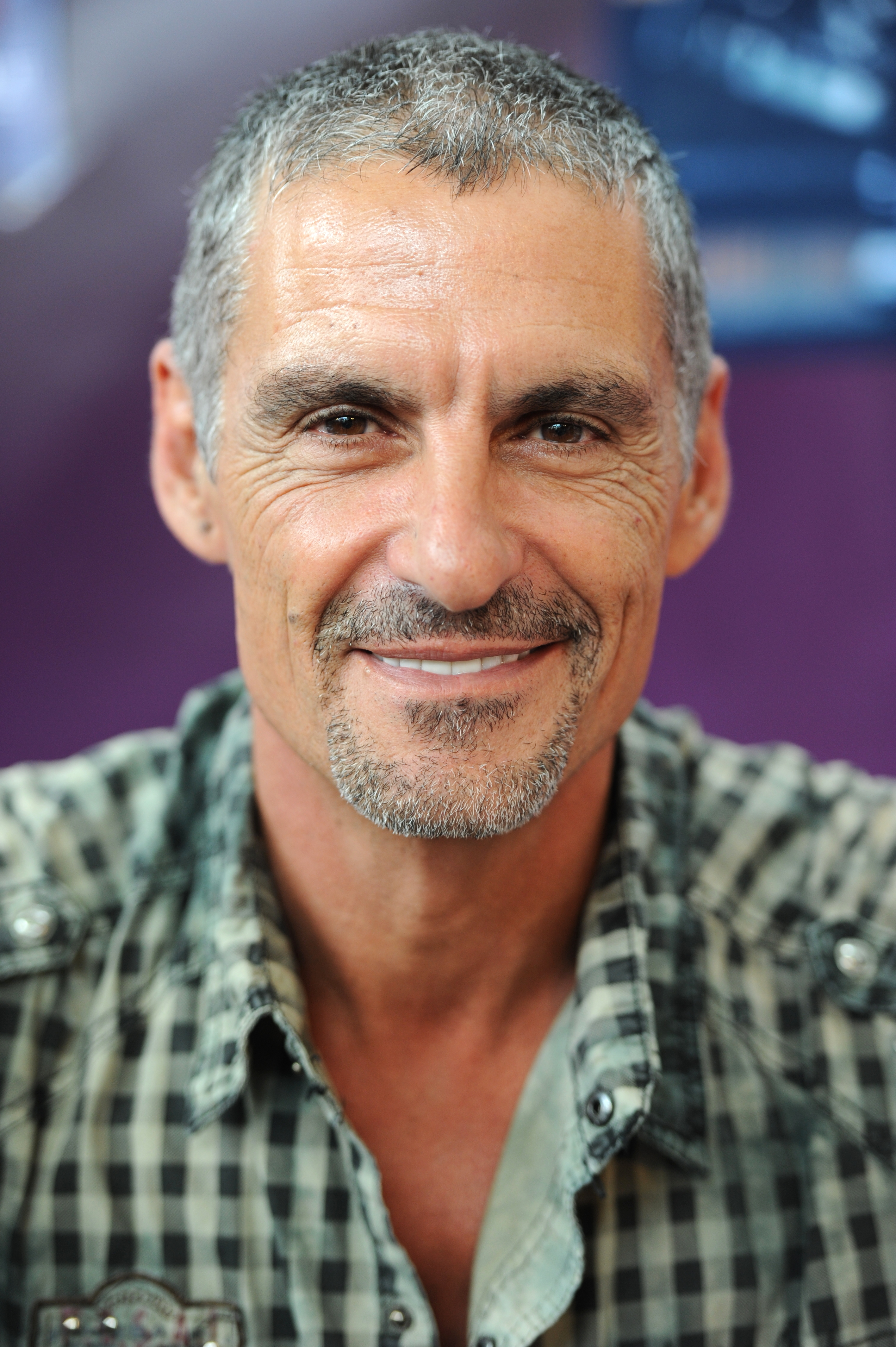
Cliff Simon
(1962–2021)

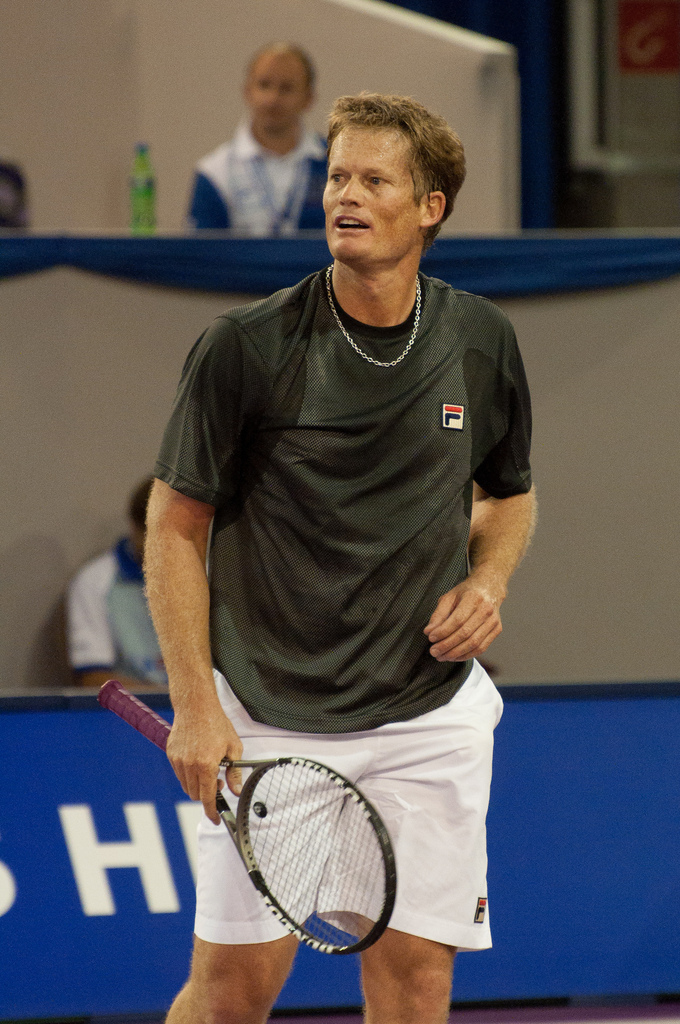
Wayne Ferreira
(* 1971)

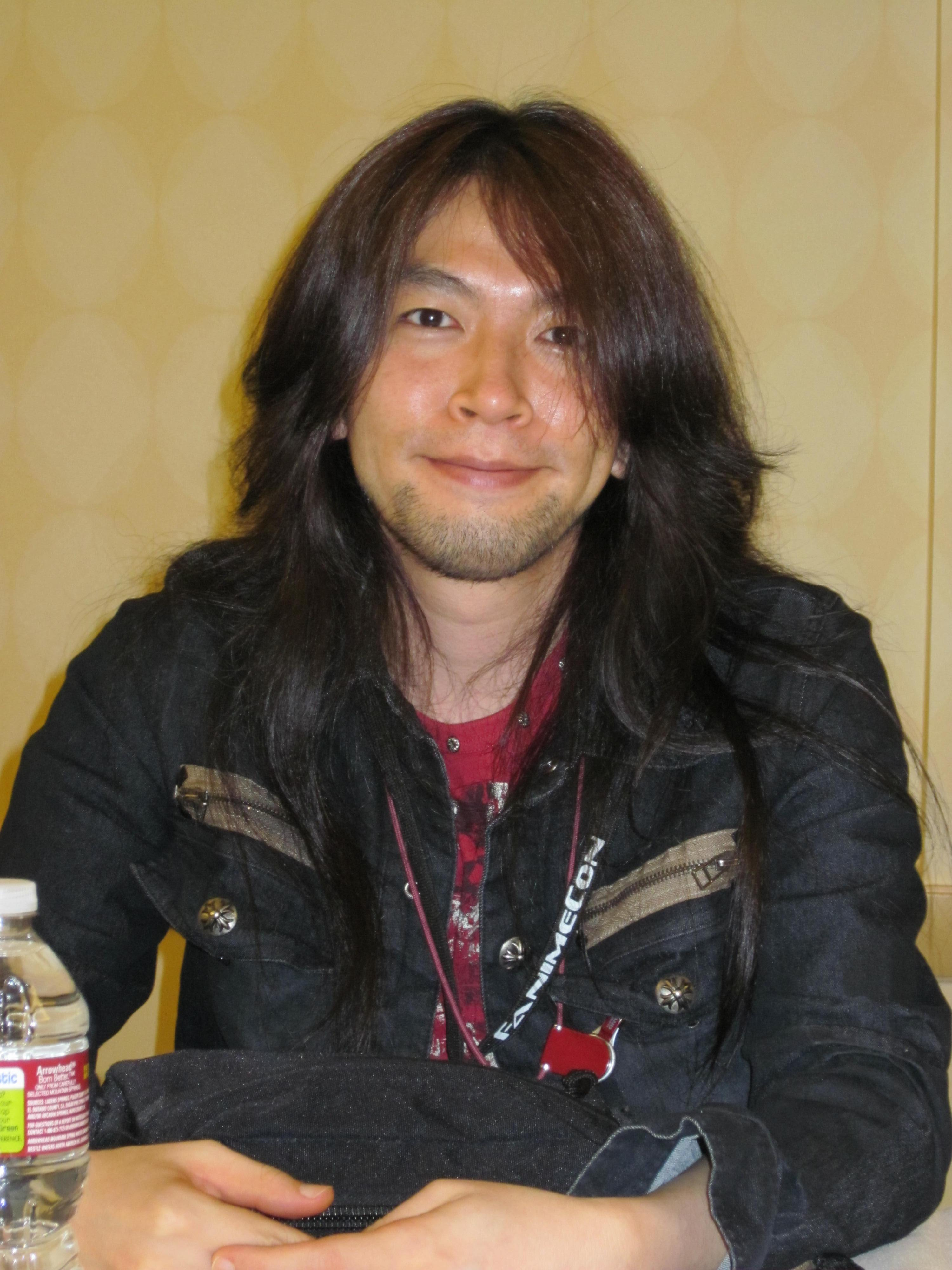
Daisuke Ishiwatari
(* 1973)

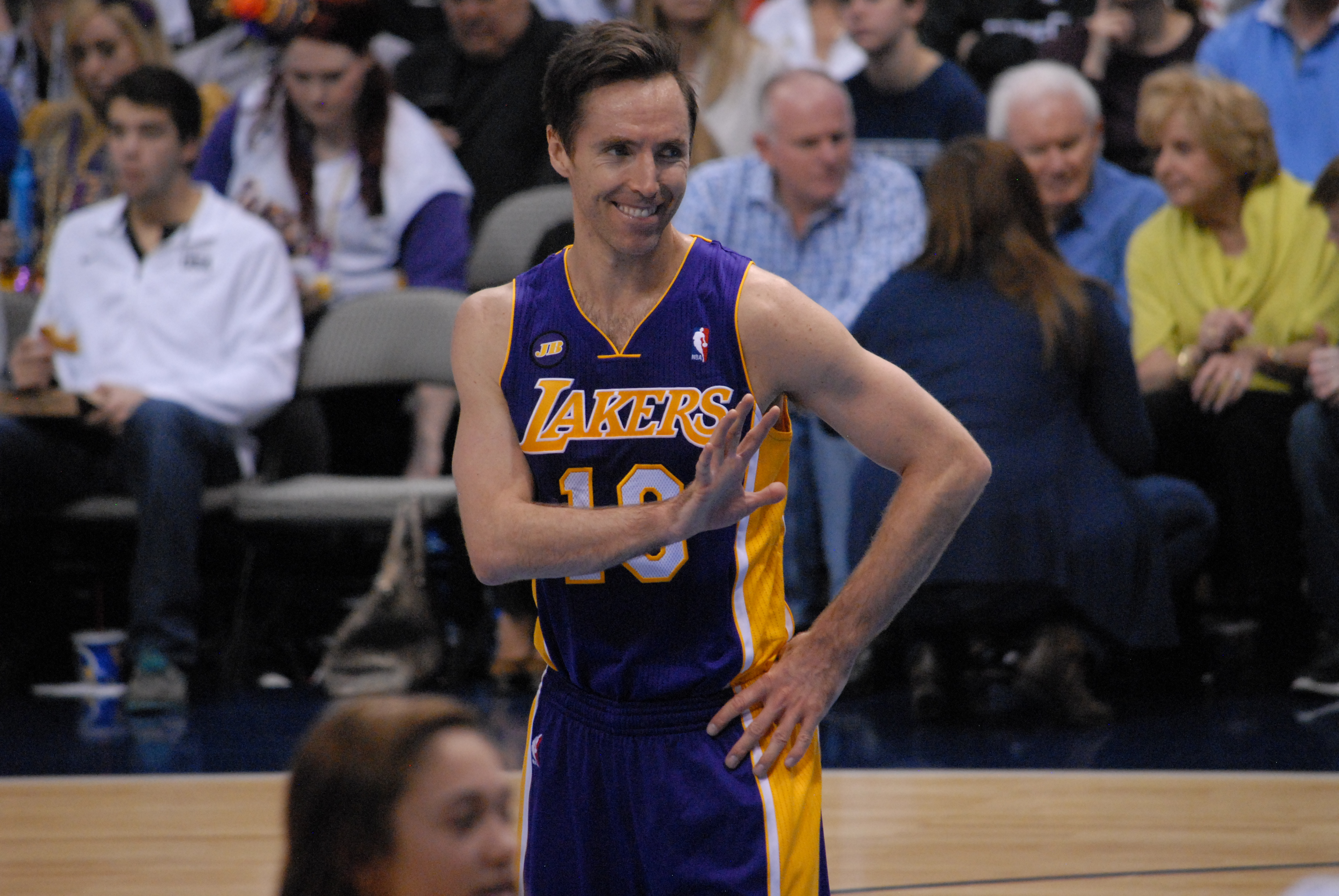
Steve Nash
(* 1974)

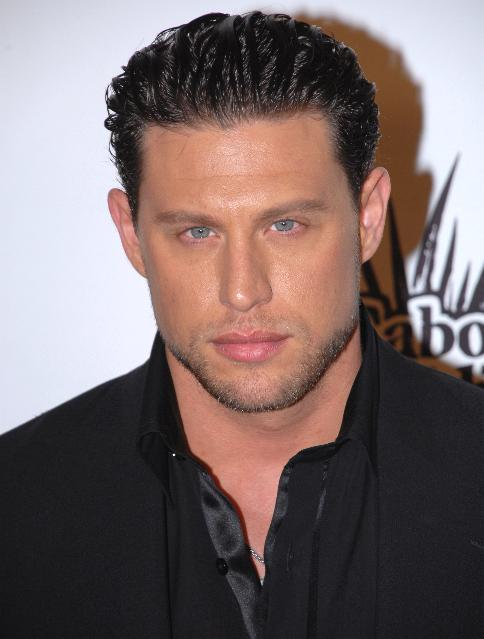
J. R. Rotem
(* 1975)

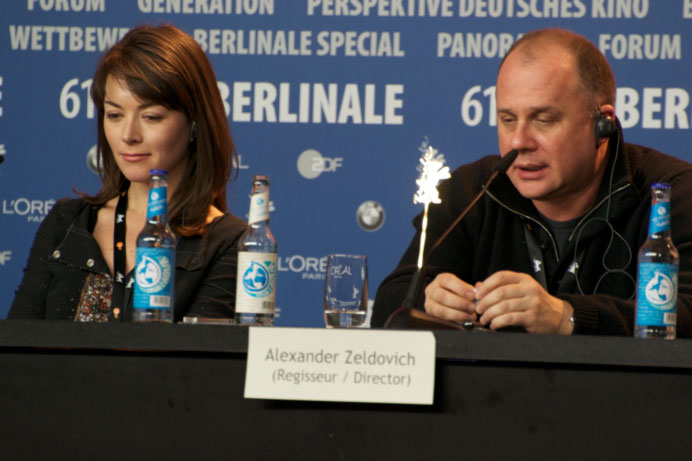
Justine Waddell
(* 1976)

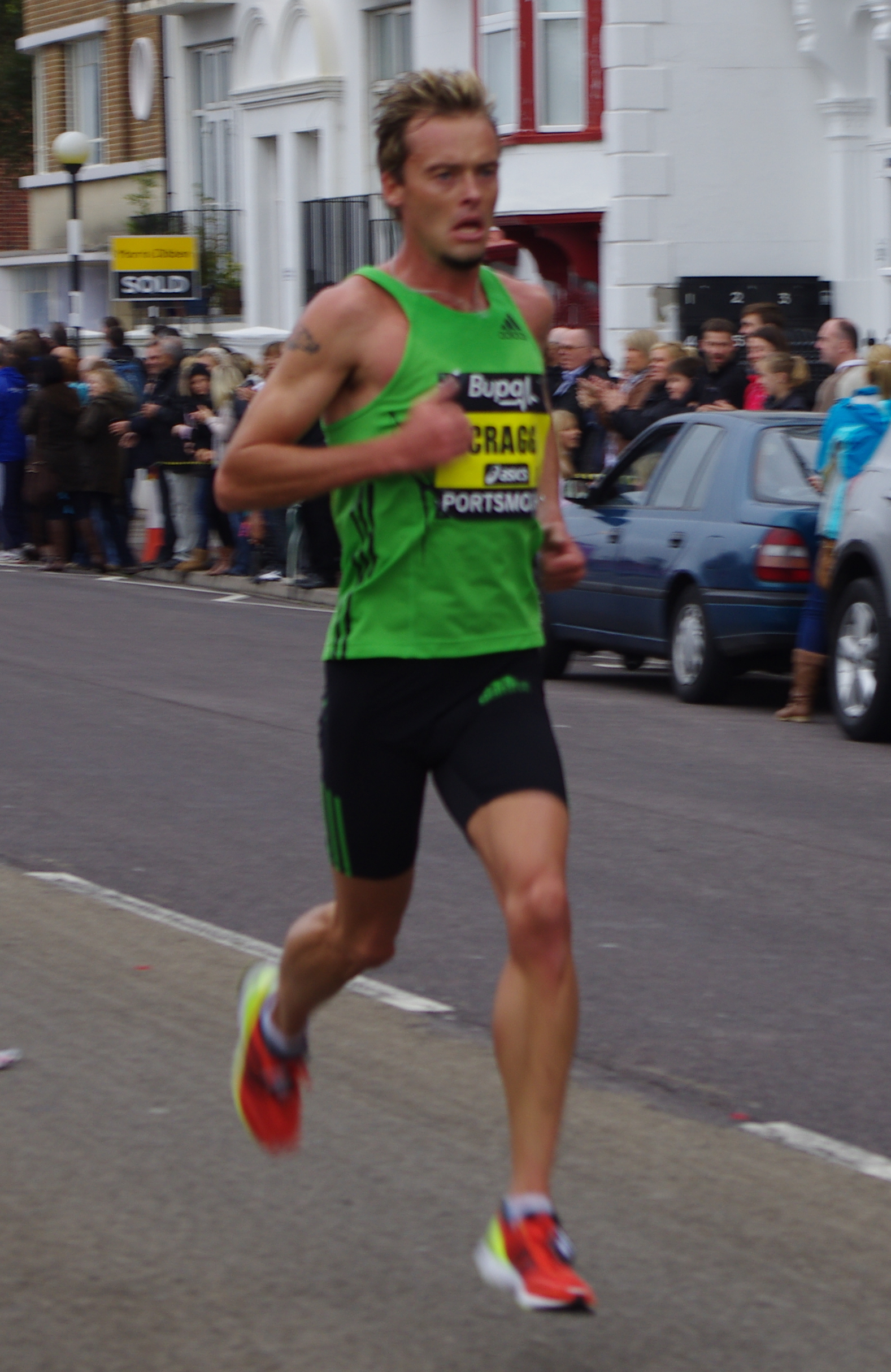
Alistair Ian Cragg
(* 1980)

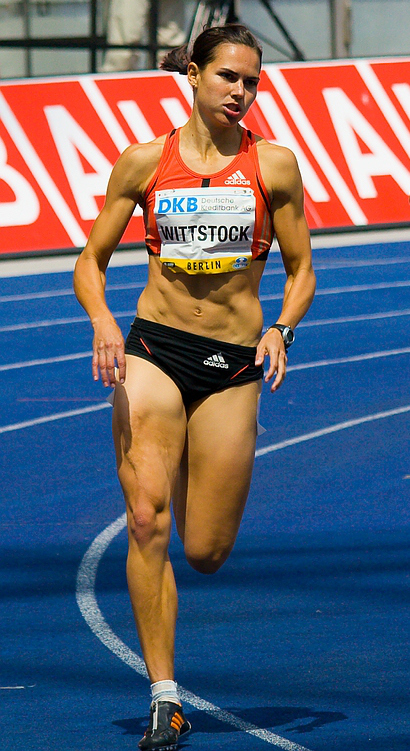
Estie Wittstock
(* 1980)

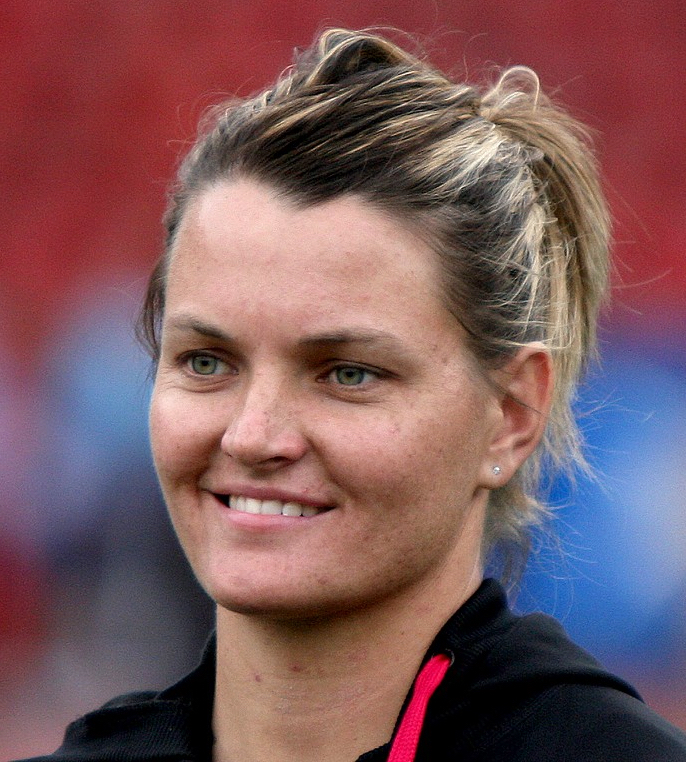
Sunette Viljoen
(* 1983)

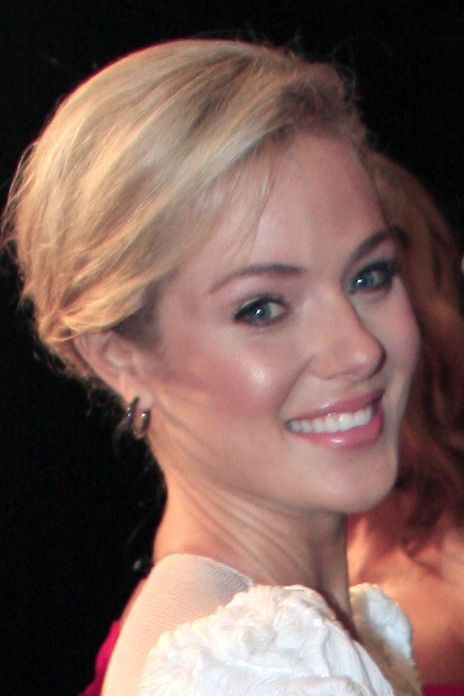
Jessica Marais
(* 1985)

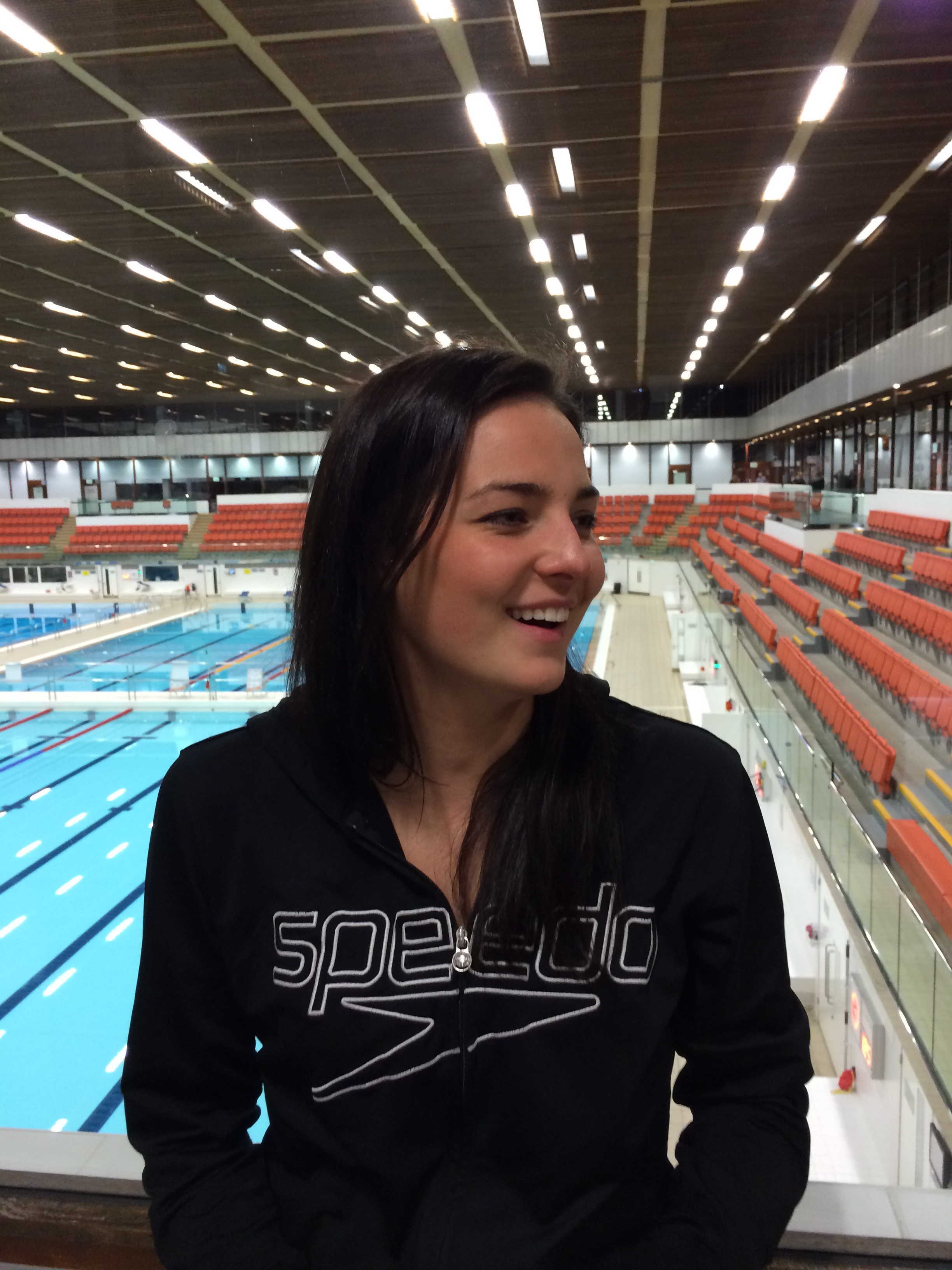
Keri-Anne Payne
(* 1987)

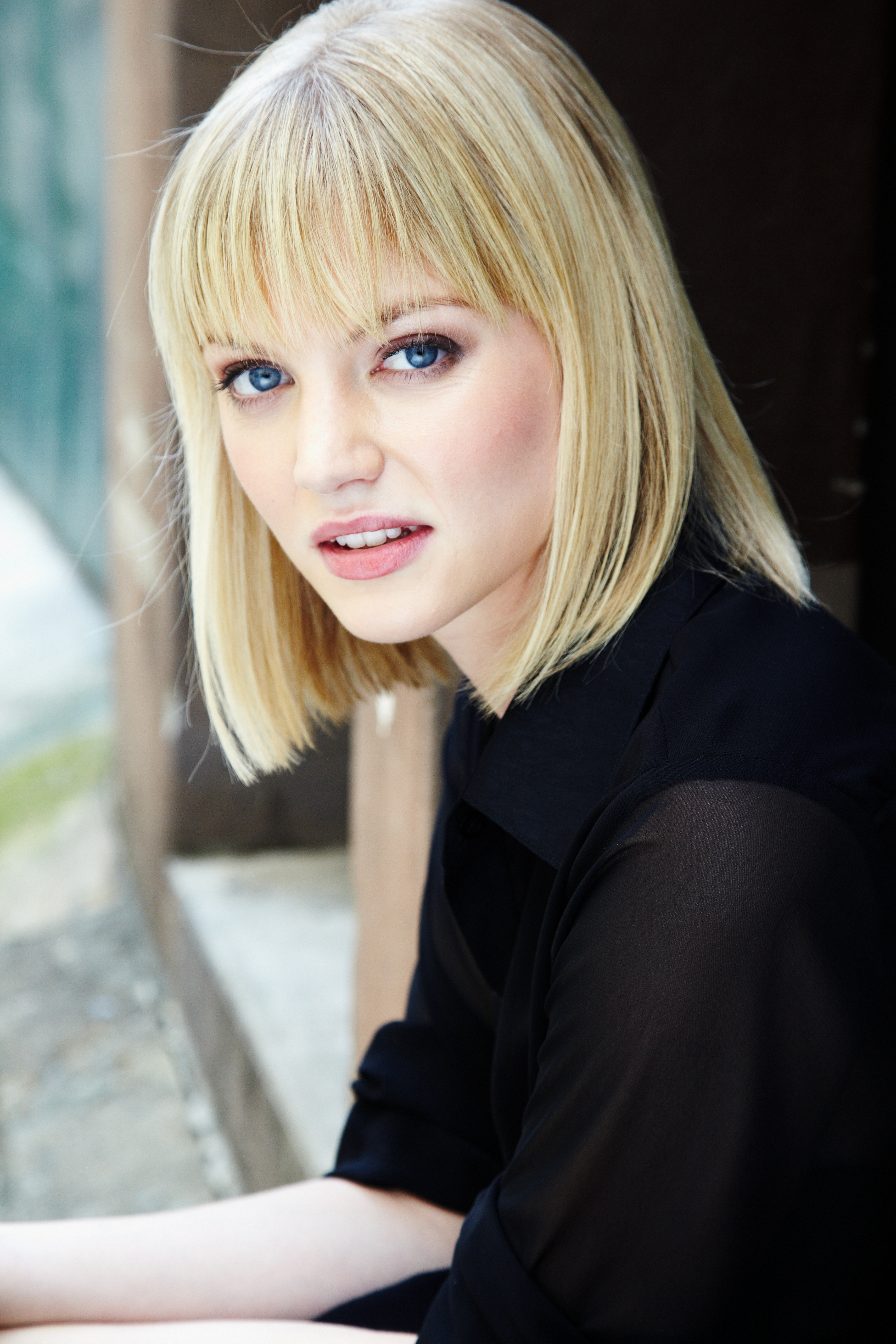
Cariba Heine
(* 1988)

Folgende Persönlichkeiten sind in Johannesburg geboren. Die Auflistung erfolgt chronologisch nach Geburtsjahr.

### 19. Jahrhundert
- Bruce Gordon, britischer Schauspieler und Regisseur der Stummfilm-Ära
- Basil Rathbone (1892–1967), britisch-US-amerikanischer Schauspieler
- Tessa Wheeler (1893–1936), britische Archäologin
- Christoph Andreae (1896–1975), deutscher Unternehmer, Handelsrichter, Volkswirt und Mediziner

### 20. Jahrhundert

#### 1901–1930
- Arthur Lourie (1903–1978), israelischer Diplomat
- Ian Dalrymple (1903–1989), Drehbuchautor und Filmproduzent
- Gordon Hodgson (1904–1951), englischer Fußballspieler
- John Gluck (1906–1952), Arzt, Mitglied des Widerstandskreises Weiße Rose Hamburg
- William Holford (1907–1975), britischer Architekt, Stadtplaner und Hochschullehrer
- Karin Evans (1907–2004), britisch-deutsche Schauspielerin
- Harry Isaacs (1908–1961), Boxer
- Claude Chevalley (1909–1984), französischer Mathematiker
- Louis Hayward (1909–1985), britischer Film- und Theaterschauspieler
- Max Gluckman (1911–1975), Ethnosoziologe
- Lazar Sidelsky (1911–2002), Rechtsanwalt
- Norman Braun (1912–1986), deutscher Architekt
- Bruce Lester (1912–2008), britischer Schauspieler
- Schmuel Katz (1914–2008), israelischer Politiker, Schriftsteller, Historiker und Journalist
- Joachim Upmeyer (1914–1987), deutscher Politiker (CDU)
- Judith Gluckman (1915–1961), Malerin und Grafikerin
- Ernest Arthur Green (1915–1988), römisch-katholischer Geistlicher und Bischof von Port Elizabeth
- Joseph Wolpe (1915–1997), südafrikanisch-US-amerikanischer Psychiater und Psychotherapeut
- Hugo Biermann (1916–2012), Marineoffizier und Befehlshaber der SADF
- Brenda Clarke (1917–2012), Botanikerin und botanische Illustratorin
- Eric Sturgess (1920–2004), Tennisspieler
- Arthur Apfel (1922–2017), britischer Eiskunstläufer
- Bloke Modisane (1923–1986), Journalist, Schauspieler und Schriftsteller
- Allan McLeod Cormack (1924–1998), südafrikanisch-US-amerikanischer Physiker und Nobelpreisträger für Medizin 1979
- Philip Dowson (1924–2014), britischer Architekt
- Russell Endean (1924–2003), Cricketspieler
- Ruth First (1925–1982), Soziologin und Antiapartheidskämpferin
- Andrew Mlangeni (1925–2020), Politiker und Anti-Apartheid-Aktivist
- Kippie Moeketsi (1925–1983), Jazzmusiker
- Joel Carlson (1926–2001), Jurist und Antiapartheidskämpfer
- Stanley Glasser (1926–2018), Komponist und Musikethnologe
- Dennis Shepherd (1926–2006), Boxer
- Douglas Stuart, 20. Earl of Moray (1928–2011), britischer Peer und Politiker
- Stanley Mandelstam (1928–2016), US-amerikanischer Physiker
- Sarie Magdalena Perold (1928–2011), Bryologin
- Esmé Berman (1929–2017), Kunsthistorikerin
- Christo Coetzee (1929–2000), Künstler
- Arthur Goldreich (1929–2011), israelischer Maler und Professor für Design
- John Murray, 11. Duke of Atholl (1929–2012), Hereditary Peer der Peerage of Scotland, Clan Chief des Clan Murray und Colonel-in-Chief der Atholl Highlanders
- Raymond Robinson (1929–2018), Bahnradsportler
- Lewis Wolpert, CBE (1929–2021), Entwicklungsbiologe, Embryologe und Autor
- Abe Segal (1930–2016), Tennisspieler
- Uys de Villiers Pienaar (1930–2011), Biologe und Naturschützer
- John Waite (1930–2011), Cricketspieler

#### 1931–1940
- Thandi Klaasen (1931–2017), Jazzsängerin
- W. Maxwell Cowan (1931–2002), südafrikanisch-US-amerikanischer Neurobiologe und Neuroanatom
- Arthur Chaskalson (1931–2012), Jurist, Vorsitzender Richter des Verfassungsgerichts der Republik Südafrika
- Alex Blignaut (1932–2001), Autorennfahrer
- Sheena Duncan (1932–2010), Anti-Apartheid-Aktivistin und Anglikanerin
- Joel Joffe (1932–2017), Politiker der Labour Party und Menschenrechtsanwalt
- Arnold A. Lazarus (1932–2013), US-amerikanischer Psychologe und Psychotherapeut
- Peter Magubane (1932–2024), Fotojournalist
- Miriam Makeba (1932–2008), Sängerin
- Jackie Mekler (1932–2019), Marathon- und Ultramarathonläufer
- John D. Skinner (1932–2011), Mammaloge
- Gilbert Baumslag (1933–2014), südafrikanisch-amerikanischer Mathematiker
- Joyce Piliso-Seroke (* 1933), Vertreterin der Frauenbewegung und ehemalige Vizepräsidentin der World Young Women’s Christian Association (YWCA)
- Miriam Tlali (1933–2017), Schriftstellerin
- Leslie Leiserowitz (* 1934), südafrikanisch-israelischer Chemiker und Kristallograph, Wolf-Preisträger
- Paddy Driver (* 1934), Motorrad- und Autorennfahrer
- Jules Sher (* 1934), südafrikanisch-australischer Maler
- Don Mattera (1935–2022), Schriftsteller und Journalist
- Albie Sachs (* 1935), Jurist, Richter und Autor
- Sol Kerzner (1935–2020), Unternehmer
- Gary Player (* 1935), Golfspieler
- Robert Baden-Powell, 3. Baron Baden-Powell (1936–2019), britischer Peer und Politiker
- Frederik Willem de Klerk (1936–2021), Politiker, Präsident von Südafrika (1989–1994)
- Sathima Bea Benjamin (1936–2013), Jazzmusikerin (Sängerin, Songtexterin, Komponistin)
- Gwigwi Mrwebi (* ca. 1936; † 1973), Musiker
- Jonas Gwangwa (1937–2021), Musiker
- Malcolm Spence (1937–2010), Sprinter
- Keorapetse Kgositsile (1938–2018), Poet und politischer Aktivist
- Ronnie Kasrils (* 1938), Politiker
- David Sibeko (1938–1979), Politiker und Journalist
- Des Horne (1939–2015), Fußballspieler
- Hank Lith (1939–2023), Landschaftsarchitekt
- Susan Roberts (* 1939), Schwimmerin
- Janet Suzman (* 1939), Schauspielerin
- Basil van Rooyen (1939–2023), Autorennfahrer
- George F. R. Ellis (* 1939), Kosmologe und Mathematiker
- Albert Johanneson (1940–1995), Fußballspieler
- Manfred Mann (* 1940), südafrikanisch-britischer Rockmusiker
- Perrie Mans (1940–2023), Snookerspieler
- Michael Melvill (* 1940), US-amerikanisch-südafrikanischer Astronaut und Testpilot

#### 1941–1950
- Abdul Minty (* 1941), Diplomat
- Steven E. Aschheim (* 1942), israelischer Historiker
- Vincent Carruthers (* 1942), Unternehmer, Umweltberater, Autor, Naturhistoriker, Naturschützer und Herpetologe
- Stanley Cohen (1942–2013), britischer Soziologe
- Selwyn Lissack (* 1942), Medienkünstler, Unternehmer und Jazzschlagzeuger
- Harold Ruttenberg (1942–2005), US-amerikanischer Unternehmer
- Beverley Naidoo (* 1943), Schriftstellerin
- William Meyers (1943–2014), Boxer
- Warwick Tarboton (* 1943), Ornithologe, Wildtierfotograf und Autor
- Heidi Marguerite Anderson (* 1944), südafrikanisch-australische Paläobotanikerin
- Christopher Hope (* 1944), Schriftsteller und Dichter
- Eddie Keizan (1944–2016), Autorennfahrer
- Joseph Sherman (1944–2009), Literaturwissenschaftler des Jiddischen
- Marius Weyers (* 1945), Schauspieler
- Nicky Oppenheimer (* 1945), Unternehmer
- John Kongos (* 1945), Sänger und Songwriter
- Sarel van der Merwe (* 1946), Autorennfahrer
- Clive Calder (* 1946), Unternehmer und Musikproduzent
- Bob Maud (1946–2006), Tennisspieler
- Raymond Moore (* 1946), Tennisspieler
- Uli Aschenborn (* 1947), namibischer Maler
- Pitta Joffe (* 1947), Botanikerin und Sachbuchautorin
- Saul Teukolsky (* 1947), südafrikanisch-US-amerikanischer Physiker
- Jon Ekerold (* 1948), Motorradrennfahrer
- Sheila Sisulu (* 1948), Bürgerrechtlerin und UNO-Mitarbeiterin
- Paul H. Skelton (* 1948), Ichthyologe
- Edward Gabriel Risi (* 1949), römisch-katholischer Ordensgeistlicher, Bischof von Keimoes-Upington
- Craig Williamson (* 1949), Geheimagent während der Apartheid
- Kgalema Motlanthe (* 1949), Politiker, von 2008 bis 2009 Präsident und anschließend bis 2014 Vizepräsident Südafrikas
- Lenny Castro (* 1956), US-amerikanischer Perkussionist
- Jacob Selebi (1950–2015), Politiker; Präsident der ANCYL und von Interpol

#### 1951–1960
- Joseph H. H. Weiler (* 1951), Jurist
- Helen Zille (* 1951), Politikerin, Premierministerin des Westkaps
- Cyril Ramaphosa (* 1952), Politiker, Gewerkschaftsführer, Unternehmer und seit 2014 Vizepräsident Südafrikas
- Gillian Slovo (* 1952), britische Schriftstellerin, Journalistin und Filmproduzentin
- Ernst Jacobus van Jaarsveld (* 1953), Botaniker
- Peter Sarnak (* 1953), US-amerikanischer Mathematiker
- Alan van Heerden (1954–2009), Radrennfahrer
- Etienne van Heerden (* 1954), Schriftsteller
- Trevor Rabin (* 1954), Rock-Musiker und -Komponist
- Graham Duxbury (* 1955), Autorennfahrer
- Abel Gabuza (1955–2021), Geistlicher und römisch-katholischer Koadjutorerzbischof von Durban
- William Kentridge (* 1955), Künstler
- Piet Crous (* 1955), Boxer
- Jomo Sono (* 1955), Fußballspieler und -trainer
- Jeremiah Mamabolo (* 1955), Diplomat
- Eddie Edwards (* 1956), Tennisspieler
- Ilana Kloss (* 1956), Tennisspielerin und Tennisfunktionärin
- Gary Barber (* 1957), US-amerikanischer Filmproduzent südafrikanischer Herkunft
- Ivan Glasenberg (* 1957), südafrikanisch-australisch-schweizerischer Unternehmer und Manager
- Mohammed Valli Moosa (* 1957), Politiker
- Christopher van Wyk (1957–2014), Schriftsteller und Kulturaktivist
- Mark Roper (* 1958), Regisseur und Drehbuchautor
- David Unterhalter (* 1958), ehemaliges Mitglied am Appellate Body der WTO und Professor
- Daniel Mindel (* 1958), US-amerikanischer Kameramann
- David Rattray (1958–2007), Historiker
- Neil Turok (* 1958), theoretischer Physiker und Astrophysiker
- Alan Hirsch (* 1959), Theologe, Pastor, Autor und Missionswissenschaftler
- Ronald Mkwanazi (* 1959), Schauspieler
- Kevin Carter (1960–1994), Fotojournalist
- Christian Dierks (* 1960), deutscher Rechtsanwalt, Arzt und Autor
- Robert Hersov (* 1960), Manager und Unternehmer
- Craig Johnston (* 1960), australischer Fußballspieler
- Zindzi Mandela (1960–2020), Lyrikerin und Politikerin
- Roger Smith (* 1960), Schriftsteller

#### 1961–1970
- André Jacobs (* 1961), Schauspieler
- Patrice Motsepe (* 1962), Unternehmer und Milliardär
- Zackie Achmat (* 1962), Aktivist, Gründer und Vorsitzender der Treatment Action Campaign
- David Neuhaus (* 1962), israelischer Jesuit und Patriarchalvikar für die hebräisch sprechenden Katholiken im Lateinischen Patriarchat von Jerusalem
- Mark Plaatjes (* 1962), US-amerikanischer Marathon-Weltmeister südafrikanischer Herkunft
- Cliff Simon (1962–2021), Schauspieler
- Miriam Stockley (* 1962), britische Sängerin
- Guy Tillim (* 1962), Fotograf (Presse- und Kunstfotografie)
- Ntshuks Bonga (* 1963), britischer Jazzmusiker
- Gavin Hood (* 1963), Filmregisseur und Drehbuchautor
- Ken Oosterbroek (1963–1994), Fotojournalist
- Sarah Calburn (* 1964), Architektin
- Byron Talbot (* 1964), Tennisspieler
- Pieter Aldrich (* 1965), Tennisspieler
- Mbongeni Buthelezi (* 1965), Künstler
- Wayne Kramer (* 1965), Filmproduzent, Regisseur und Drehbuchautor
- Wayne Lotter (1965–2017), Ökologe und Naturschutzaktivist
- Michael Berger (* 1966), deutscher bildender Künstler, Maler, Designer
- Jodi Bieber (* 1966), Fotografin
- Mike Horn (* 1966), Extremsportler
- Rolf Majcen (* 1966), österreichischer Jurist, Autor und Extremsportler
- Dave Matthews (* 1967), US-amerikanischer Singer-Songwriter
- Jonathan Judaken (* 1968), südafrikanisch-amerikanischer Historiker
- Dirk Ommeln (* 1968), deutscher Politiker (CDU), MdL
- Linda Buthelezi (* 1969), Fußballspieler
- Ernie Els (* 1969), Golfer
- Kobie van Rensburg (* 1969), Sänger (Tenor) und Opernregisseur
- Dimas Teixeira (* 1969), portugiesischer Fußballspieler
- Marc Arnold (* 1970), Fußballspieler
- Caron Bernstein (* 1970), südafrikanisch-US-amerikanische Schauspielerin, Sängerin und Model
- Olaf Kölzig (* 1970), deutscher Eishockeytorwart
- Dylan van der Schyff (* 1970), kanadischer Jazzschlagzeuger
- Marcel Winkler (* 1970), Sprinterin

#### 1971–1980

##### 1971–1975
- Wayne Ferreira (* 1971), Tennisprofi
- Pia Marais (* 1971), Filmregisseurin und Drehbuchautorin
- Grant Stafford (* 1971), Tennisspieler
- Mariaan de Swardt (* 1971), Tennisspielerin
- Candice Breitz (* 1972), Künstlerin
- David Carter (* 1972), englischer Profigolfer
- Krause (* 1972), niederländische Sängerin und Musikerin
- Giovanni Pretorius (1972–2021), Boxer
- Billy-Joe Shearsby (* 1972), australischer Radsportler
- Nathalie Boltt (* 1973), Schauspielerin und Tänzerin
- Surita Febbraio (* 1973), Hürdenläuferin
- Daisuke Ishiwatari (* 1973), japanischer Videospieleentwickler, Musiker und Illustrator
- John-Laffnie de Jager (* 1973), Tennisspieler
- Lavinia Jones (* 1973), Pop- und Euro-Dance-Sängerin
- Joannette Kruger (* 1973), Tennisspielerin
- Malcolm Lange (* 1973), Radrennfahrer
- Gary Formato (* 1974), Autorennfahrer
- Rodney Green (* 1974), Radrennfahrer
- Steve Nash (* 1974), kanadischer Basketballspieler
- Andrew Randell (* 1974), kanadischer Radrennfahrer
- Kevin Richardson (* 1974), Zoologe
- Nicholas White (* 1974), Radrennfahrer
- Ian Duncan (* 1975), Filmschauspieler
- Neville Godwin (* 1975), Tennisspieler
- Pierre Issa (* 1975), Fußballspieler
- Rui Augusto Jardim Gouveia (* 1975), portugiesischer Geistlicher, Weihbischof in Lissabon
- Andreas Kern (* 1975), deutscher Pianist
- J. R. Rotem (* 1975), Musikproduzent

##### 1976–1980
- Daniel Bennett (* 1976), Fußballschiedsrichter
- Pieter Hugo (* 1976), Fotograf
- Simon Kessler (* 1976), Radrennfahrer* Jonathan Liebesman (* 1976), Regisseur
- Gareth Lubbe (* 1976), Musiker
- Tanja Mairhofer (* 1976), österreichische Fernsehmoderatorin und Schauspielerin
- Colin Moss (* 1976), Schauspieler, Film- und Fernsehproduzent und Moderator
- Justine Waddell (* 1976), Schauspielerin
- Glenn Weiner (* 1976), US-amerikanischer Tennisspieler
- Bradley Carnell (* 1977), Fußballspieler
- Neil MacDonald (* 1977), Radrennfahrer
- Darron Meyer (* 1977), Schauspieler und Drehbuchautor
- Andrew Strauss (* 1977), englischer Cricketspieler
- Robert Hunter (* 1977), Radrennfahrer
- Sven Schmid (* 1978), deutscher Degenfechter
- Tandi Gerrard (* 1978), britische und südafrikanische Wasserspringerin
- Etienne van der Linde (* 1978), Rennfahrer
- Daniel Spence (* 1979), Radrennfahrer
- Richard Breutner (* 1979), deutscher Fechter
- Grant Elliott (* 1979), Cricketspieler
- Alan van der Merwe (* 1980), Rennfahrer
- Bamuza Sono (* 1980), Fußballspieler
- Clinton Hill (* 1980), australischer Leichtathlet
- Alistair Ian Cragg (* 1980), irischer Langstreckenläufer
- Justin Rose (* 1980), englischer Golfer
- Estie Wittstock (* 1980), Leichtathletin
- Sizwe Ndlovu (* 1980), Ruderer
- Elias Charalambous (* 1980), zyprischer Fußballspieler
- Aaron Mokoena (* 1980), Fußballspieler

#### 1981–1990
- Gareth Reinecke (* 1981), Eishockeyspieler
- Gabriella Bascelli (* 1982), italienische Ruderin
- Victor Gomes (* 1982), Fußballschiedsrichter
- Tyrone Keogh (* 1982), Schauspieler und Model
- Reneilwe Letsholonyane (* 1982), Fußballspieler
- Steven Pienaar (* 1982), Fußballspieler
- Morgan Gould (* 1983), Fußballspieler
- Andrew Anderson (* 1983), Tennisspieler
- Jonti Richter (* 1983), australischer Fußballspieler
- Tammin Sursok (* 1983), australische Schauspielerin und Sängerin
- Sunette Viljoen (* 1983), Speerwerferin
- Stella Assange (* 1983), spanisch-schwedische Menschenrechtsanwältin
- Wesley Barresi (* 1984), niederländischer Cricketspieler
- Izak van der Merwe (* 1984), Tennisspieler
- Kevin Harmse (* 1984), kanadischer Fußballspieler
- Daryl Impey (* 1984), Radrennfahrer
- Roelof van der Merwe (* 1984), Cricketspieler
- Shauna Mullin (* 1984), britische Beachvolleyballspielerin
- Trevor Noah (* 1984), Moderator und Schauspieler
- Charl Schwartzel (* 1984), Golfer
- Maxine Seear (* 1984), australische Triathletin
- Jessica Marais (* 1985), australische Schauspielerin
- Beth Tweddle (* 1985), britische Kunstturnerin
- Wayne Odesnik (* 1985), US-amerikanischer Tennisspieler
- Richard Shoebridge (* 1985), britischer Shorttracker
- Kevin Anderson (* 1986), Tennisspieler
- Dean Geyer (* 1986), australischer Sänger, Songschreiber und Schauspieler
- Peter Lambert (* 1986), Ruderer
- Andrew Surman (* 1986), englischer Fußballspieler
- Grant Brits (* 1987), australischer Schwimmer
- Matthew Brittain (* 1987), Ruderer
- Joshua Reinecke (* 1987), Eishockeyspieler
- Keri-Anne Payne (* 1987), britische Schwimmerin
- Sybrand Engelbrecht (* 1988), Cricketspieler
- Cariba Heine (* 1988), Schauspielerin
- Grant Nel (* 1988), australischer Wasserspringer
- Candice Nunes (* 1988), Schauspielerin
- Kurt Stanley Haupt (* 1989), deutscher Rugbyspieler
- Haley Louise Jones (* 1989), deutsche Schauspielerin
- Megan Kahts (* 1989), Sängerin
- Dena Kaplan (* 1989), australische Schauspielerin
- Kylie Ann Louw (* 1989), Fußballspielerin
- Prince Damien (* 1990), deutscher Sänger
- Mbali Dhlamini (* 1990), Künstlerin
- Chris Greaves (* 1990), Cricketspieler
- Graham Hume (* 1990), Cricketspieler
- Tabraiz Shamsi (* 1990), Cricketspieler
- Steven John Ward (* 1990), Schauspieler und Model
- Cheyna Wood (* 1990), Squashspielerin

#### 1991–2000
- Alyssa Conley (* 1991), Sprinterin
- Devon Conway (* 1991), neuseeländisch-südafrikanischer Cricketspieler
- Roxane Hayward (* 1991), Model und Schauspielerin
- Sérgio Marakis (* 1991), portugiesischer Fußballspieler
- Sven Ruygrok (* 1991), Schauspieler und Synchronsprecher
- Jenny-Lyn Anderson (* 1992), australische Synchronschwimmerin
- Le Roux Hamman (* 1992), Hürdenläufer
- Quinton de Kock (* 1992), Cricketspieler
- Kevin Lerena (* 1992), Boxer
- Ariel Kaplan (* 1994), australische Schauspielerin und Tänzerin
- Ryan Gibbons (* 1994), Radrennfahrer
- Greg Joseph (* 1994), American-Football-Spieler
- Dylan Whitbread (* 1994), Basketballspieler
- Kyle Edmund (* 1995), britischer Tennisspieler
- Ntlanhla Morgan Kutu (* 1995), Schauspieler
- Cameron Norrie (* 1995), britischer Tennisspieler
- Kagiso Rabada (* 1995), Cricketspieler
- Troye Sivan (* 1995), australischer Kinderschauspieler und Sänger
- Lara Goodall (* 1996), Cricketspielerin
- Lebo Mothiba (* 1996), Fußballspieler
- Jordan Pepper (* 1996), Automobilrennfahrer
- Sasha Pieterse (* 1996), US-amerikanische Schauspielerin
- Ryan Rickelton (* 1996), Cricketspieler
- Chioma Antoinette Umeala (* 1996), südafrikanisch-nigerianische Schauspielerin, Tänzerin und Model
- Kelvin van der Linde (* 1996), Automobilrennfahrer
- Connor Wilson (* 1996), Skirennläufer
- Dylan Compton (* 1997), Eishockeyspieler
- Tatjana Smith (* 1997), Schwimmerin
- Carina Viljoen (* 1997), Mittelstreckenläuferin
- Clarence Munyai (* 1998), Sprinter
- Panagiotis Retsos (* 1998), griechischer Fußballspieler
- Tumi Sekhukhune (* 1998), Cricketspielerin
- Curtis Campher (* 1999), irischer Cricketspieler
- Sheldon van der Linde (* 1999), Automobilrennfahrer
- Joshua Zeller (* 2000), britischer Hürdenläufer

### 21. Jahrhundert
- Karabo Dhlamini (* 2001), Fußballspielerin
- Gontse Morake (* 2001), Leichtathletin
- Prudence Sekgodiso (* 2002), Mittelstreckenläuferin
- Tyla (* 2002), Sängerin
- Boipelo Mashigo (* 2003), Fußballspieler
- Joel Schwärzler (* 2006), österreichischer Tennisspieler

### Geburtsjahr unbekannt
- Cedric Sundstrom (* 20. Jahrhundert), Filmregisseur

## Persönlichkeiten, die in der Stadt gewirkt haben
- Julius Jeppe (1859–1929), Unternehmer und Kommunalpolitiker im Johannesburger Stadtrat, entwickelte Jeppestown
- Mahatma Gandhi (1869–1948), Menschenrechts- und Unabhängigkeitskämpfer, lebte von 1893 bis 1914 in Johannesburg
- Alfred Bitini Xuma (1893–1962), Mediziner und früherer ANC-Vorsitzender, lebte in Sophiatown
- Madie Beatrice Hall Xuma (1894–1982), Pädagogin und Frauenrechtlerin
- Ambrose Reeves (1899–1980), anglikanischer Bischof von Johannesburg und Anti-Apartheid-Aktivist
- Reinhold Cassirer (1908–2001), deutsch-südafrikanischer Galerist, Ehemann von Nadine Gordimer, führte eine Galerie in Johannesburg
- Trevor Huddleston (1913–1998), britischer anglikanischer Geistlicher und Anti-Apartheid-Aktivist, lebte in Sophiatown
- Laurence Gandar (1915–1998), Chefredakteur bei der Rand Daily Mail und Apartheidkritiker
- Nelson Mandela (1918–2013), erster schwarzer Präsident Südafrikas, lebte und arbeitete in Soweto, lebte in Houghton Estate, Johannesburg
- George Bizos (1927–2020), Menschenrechtsanwalt
- David Goldblatt (1930–2018), Fotograf
- Desmond Tutu (1931–2021), anglikanischer Erzbischof und Friedensnobelpreisträger; lebte in Soweto
- Mimi Coertse (* 1932), Sopranistin
- Lebo M (* 1964), Komponist

## In Johannesburg verstorbene Persönlichkeiten
- Abraham Zvi Idelsohn (1882–1938), russisch-jüdischer Musikforscher
- Ossip Runitsch (1889–1947), russischer Schauspieler und Theaterregisseur
- Alfred Bitini Xuma (1893–1962), Mediziner
- Albertina Sisulu (1918–2011), Anti-Apartheid-Aktivistin
- Adelaide Tambo (1929–2007), Politikerin und Bürgerrechtlerin
- Allen Kwela (1939–2003), Gitarrist
- Riky Rick (1987–2022), Rapper, Sänger und Songwriter